# Wilmer Fuentes
Wilmer Daniel Fuentes Alvarenga (El Progreso, Yoro, Honduras; 21 de abril de 1992) es un futbolista hondureño. Juega como mediocentro defensivo y su actual club es el Atlético Júnior de la Liga Mayor de Fútbol de Honduras.

## Trayectoria
El 25 de julio de 2009, con tan solo 17 años de edad, debutó en Marathón bajo la dirección técnica de Manuel Keosseián, en un encuentro contra Real Juventud que concluyó con resultado favorable de 4-1.
El 17 de septiembre de 2009, hizo su debut en juegos internacionales, contra Toluca, en un juego válido por la Liga de Campeones de la Concacaf 2009-10.
El 25 de noviembre de 2009, consiguió su primer título como jugador profesional, luego de que Marathón superara a Olimpia en la final del torneo Apertura 2009.
En Marathón disputó un total de 195 juegos, lo que lo posiciona como el sexto jugador con más partidos disputados en la historia de ese club.
Tras nueve años en la institución verdolaga, el 30 de agosto de 2018 se anunció su fichaje por el Olancho de la Liga de Ascenso de Honduras.
Al comienzos del año siguiente, fichó por el Lone, también de la división de plata. 
El 19 de agosto de 2019, se concretó su pase al New York Red Bulls de la Major League Soccer, club que inmediatamente lo cedió a Real Sociedad, significando su retorno a la máxima categoría del fútbol hondureño.

## Selección nacional
Ha sido internacional con la Selección de fútbol de Honduras en cinco ocasiones. Su debut fue en un amistoso contra el Perú en noviembre de 2012. El seleccionador de entonces, Luis Fernando Suárez, lo convocó para la Copa de Oro 2013 al año siguiente. El 29 de agosto de 2014, con Hernán Medford como seleccionador, se anunció que Fuentes había sido convocado para disputar la Copa Centroamericana 2014 con Honduras.

### Participaciones en Copas de Oro
| Copa de Oro      | Sede           | Resultado   | Partidos | Goles |
| ---------------- | -------------- | ----------- | -------- | ----- |
| Copa de Oro 2013 | Estados Unidos | Semifinales | 3        | 0     |

### Participaciones en Copa Centroamericana
| Copa Centroamericana      | Sede           | Resultado    | Partidos | Goles |
| ------------------------- | -------------- | ------------ | -------- | ----- |
| Copa Centroamericana 2014 | Estados Unidos | Quinto lugar | 1        | 0     |

## Clubes
| Club                   | País           | Año             |
| ---------------------- | -------------- | --------------- |
| Marathón               | Honduras       | 2009 - 2018     |
| Olancho                | Honduras       | 2018            |
| Lone                   | Honduras       | 2019            |
| New York Red Bulls     | Estados Unidos | 2019 - Presente |
| Real Sociedad (cesión) | Honduras       | 2019            |

## Palmarés

### Campeonatos nacionales
| Título           | Club     | País     | Año  |
| ---------------- | -------- | -------- | ---- |
| Torneo Apertura  | Marathón | Honduras | 2009 |
| Copa de Honduras | Marathón | Honduras | 2017 |
| Torneo Clausura  | Marathón | Honduras | 2018 |